# Jean Baillou
Jean Baillou (* 21. Dezember 1905 in Angoulême, Département Charente; † 22. Juni 1990 in Paris) war ein französischer Literaturhistoriker, Diplomat und Hochschullehrer.

## Leben und Werk
Baillou wurde 1924 an der Pariser École normale supérieure (ENS) aufgenommen und studierte bei Henri Chamard französische Literaturgeschichte. Er bestand 1927 die Agrégation de l’université (Staatsprüfung für Hochschullehrer) und wurde im folgenden Jahr Maître de conférences (Hochschuldozent) am Institut français in Florenz. Nach vier Jahren als Stipendiat der Fondation Thiers und Fondation Primoli in Rom kehrte er 1933 als Maître de conférences und Generalsekretär an die ENS zurück, später wurde er ihr stellvertretender Direktor. 
Wegen seines Widerstands gegen die deutschen Besatzer wurde Baillou 1944 ins Konzentrationslager Buchenwald deportiert. Nach der Befreiung nahm er wieder seine Lehrtätigkeit auf, bevor er 1946 als Leiter des Dienstes für das französische Schulwesen und die französischen Kulturinstitute im Ausland ins französische Außenministerium wechselte. Dort wurde er später stellvertretender Direktor für kulturelle Beziehungen zwischen Frankreich und dem Ausland, ab 1952 hatte er den Rang eines Ministre plénipotentiaire. Zudem gehörte Baillou von 1950 bis 1956 dem Hohen Rat für nationale Bildung an. 
Von 1956 bis 1964 leitete er das diplomatische Archiv des Außenministeriums. Er wurde 1965 Direktor des Institut des hautes études d’outre-mer, das Ende 1966 vom Institut international d’administration publique abgelöst wurde, welches Baillou bis 1974 leitete. Diese waren Nachfolgeeinrichtungen der einstigen Kolonialschule, die nun – nach der Unabhängigkeit der meisten französischen Kolonien – Verwaltungskräfte für die neuen Nationalstaaten, vor allem in Afrika, ausbilden sollten. In dieser Funktion war er auch Herausgeber des Bulletin de l'Institut international d'administration publique (1967ff).

## Werke